# Levantamiento en Puebla y Oaxaca de 1828
El levantamiento en Puebla y Oaxaca de 1828 fue un conflicto armado surgido luego de la victoria de la Revolución de la Acordada en México.

## Antecedentes
Como consecuencia de la Revolución de la Acordada, en el Estado de Puebla, sus autoridades desconocieron la Revolución, y el general Melchor Múzquiz, de acuerdo con el general Vicente Filisola que había llegado a Puebla, combinaron negar la obediencia al gobierno alegando que este se hallaba sin libertad alguna para actuar. Por tal motivo, levantaron un acta publicada el 10 de diciembre de 1828 que contenía los siguientes puntos:

1.- Que se hiciera saber a la nación que aquellas tropas juraban desde luego nuevamente obedecer a los supremos poderes, siempre que se hallasen en el pleno goce pleno de la absoluta libertad que los legaliza. 

2.- Que considerando sin ésta libertad al señor presidente Victoria, e interesándose el decreto de nación, no menos en lo interior que en lo exterior, en contar siempre con una fuerza respetable que sostenga escrupulosamente sus sacrosantos derechos, se haga presente a dicho presidente, que afortunadamente se halla aquí reunida y pronta a obedecerle, como a legitimo jefe de la Republica, suspendiendo por ahora el cumplimiento de sus órdenes, como una providencia que asegura las bases generales de la carta fundamental para mantener el orden, entretanto que no conste de modo auténtico que el supremo gobierno se halla en el pleno ejercicio de la respetada absoluta libertad. 

3.- Finalmente, que los puntos acordados se impriman y circulen para el conocimiento de toda la nación, del Exmo. Sr. Presidente, y para evitar las siniestras interpretaciones que los genios turbulentos pudieran dar a la patriótica conducta de esta guarnición, que no tiene otro norte, otra mira, otros deseos ni otra resolución que el reconocimiento de los poderes generales, soberanía de los Estados; en dos palabras, federación o muerte”. 

Como ninguna parte tocaba la federación, resulta absurdo e inadecuado para el caso, pues nadie trataba de destruir el sistema federal, sino unos deshacer la sublevación a favor de Vicente Guerrero y otros mantenerla. Guerrero, comprendiendo la importancia del movimiento de Puebla, alarmado, no incurrió en los errores de Manuel Gómez Pedraza, que con el terror intentó imponerse a sus enemigos. Guerrero, por el contrario, evitó que se exacerbaran las pasiones pues en los pocos días en que ocupó la secretaria de Guerra, se opuso abiertamente a los actos de persecución, dictando medidas prudentes para el restablecimiento del orden. 
Mientras, el general Múzquiz, pronunciado en Puebla, organizaba sus fuerzas levantando gente en Tlaxcala, en Izúcar y en Ometepec proveyó de armas y vestuario a sus tropas; hizo que construyesen municiones y que de Teotitlán del Camino se condujesen a Puebla unas piezas de artillería que el general Rincón no pudo llevar hasta Oaxaca en persecución de Antonio López de Santa Anna. En la parte de política, se estableció una junta de gobierno compuesta por el obispo Pérez y Martínez, el gobernador de Puebla Joaquín de Haro y Tamáriz y del comandante militar Melchor Múzquiz, lanzando como providencia la expulsión de la ciudad de los yorkinos más radicales.

## Rebelión en Puebla
Estas acciones, hicieron temer al gobierno que la resistencia mostrada en Puebla pudiese contaminar al cuerpo del Ejército que mandaba el general José María Calderón, al del estado de Jalisco, y a las fuerzas que guarnecían al de Querétaro y Guanajuato, que mandaban en calidad de comandantes generales Joaquín Parres, Luis Quintanar y Luis Cortázar y Rábago. De tal modo, que el ejecutivo buscó entrar en la vía de las negociaciones pacíficas, nombrando a los licenciados Juan José Espinosa de los Monteros, ministro de Justicia y Juan Gómez Navarrete, así como el médico José Ruiz, en comisión para entrar en arreglos con los rebeldes. 
Si bien fueron recibidos, no lograron sus objetivos. Múzquiz, pidió a los Congresos de los Estados que lo sostuvieran en su rebelión, resultando conformes en apoyarla los Estados de San Luis Potosí, Jalisco, Guanajuato, Veracruz y Yucatán. De esta manera la situación comenzaba a complicarse, porque la reacción no sólo se encontraba asistida de la justicia, sino de la fuerza armada que le serviría para adquirirle prestigio y asegurarle su éxito. Sin embargo, a pesar de todos esos fundamentos, el nombre del general Guerrero, era muy respetado y amado, quien era reconocido como “el patriota que había prodigado su vida en más de cien combates”. 
Consumado el hecho, el general José Joaquín de Herrera fue nombrado por el gobierno de la Unión para encargarse de la comandancia general de Puebla, pero como el general Múzquiz le opuso resistencia, tuvo que dirigirse a San Martín Texmelucan desde donde ofició a los jefes de los cuerpos para que reconocieran su autoridad; y estos hallaron en las comunicaciones del general Herrera un motivo para desobedecer a Múzquiz y reconocer al gobierno de México. 
Mientras esto pasaba, llegó el 24 de diciembre, y el 7º. Regimiento de infantería permanente, que guarnecía las fortificaciones situadas en los cerros de Loreto y Guadalupe, que se encontraba festejando la Nochebuena, súbitamente y por hallarse fuera el comandante Rafael Borja, se sublevó, contaminando más tarde a otras fuerzas de la guarnición, las cuales, se encargó de dirigir el oficial Manuel Gil Pérez, que entre la tropa gozaba de buena reputación. 
Advertido del movimiento el general Múzquiz, reunió la guarnición en la plaza, ocupando los puntos que le parecieron propios para resistir y resolviendo atacar a los sublevados tan pronto amaneciese. Confiado en estas disposiciones, el triunfo le pareció sencillo y seguro porque contaba con más de dos mil hombres; llegada la hora comenzó a disponer sus tropas, pero entonces le rodearon varios oficiales declarándole que no tenían intención de batirse, ni menos de contrariar las órdenes del gobierno nacional. Entonces el general Filisola se encargó de dirigir la palabra a la tropa y de investigar cuál sería su decisión, que no era otra que la que manifestaron los oficiales al general Múzquiz. Este, desengañado, abandonó el mando en manos de Filisola y pidió al gobierno que se le juzgara en consejo de guerra. 
Tanto conflicto alcanzó su cima cuando el general Guerrero se dirigió a Puebla para dar el último golpe a los alzados, mientras el 7º. Regimiento de infantería se dedicó a robar la suma de más de dos millones de pesos y las cuadrillas del Capitán Larios, invocando el nombre de Vicente Guerrero se dedicaban a robar y asesinar españoles. El gobernador de México, Lorenzo de Zavala, seguido del coronel Juan Domínguez y de sus fuerzas de infantería, logró desbaratar a las fuerzas de Larios, es decir, de unos 400 hombres sin mucho esfuerzo, contribuyendo al éxito de las tropas del coronel Juan Álvarez que se dirigían a Puebla y contaban con un efectivo de 1,500 soldados.
Después de los abusos cometidos, las fuerzas que lo habían causado se pusieron a las órdenes del gobierno general en un acta que parecía dictada para que se dejara impune el delito.

## Rebelión en Oaxaca
Al mismo tiempo pero en Oaxaca, el 1 de noviembre de 1828, el general Antonio López de Santa Anna derrotó a las fuerzas del teniente coronel Timoteo Reyes, sublevado, que le cerraba el camino por el punto de Etla. Derrotado, lo obligó a firmar un convenio en que capitulaban sus fuerzas y las del teniente coronel José Domingo Ibáñez de Cordera, comandante del batallón activo de Tehuantepec; Joaquín Villaverde, del regimiento de caballería cívica del Estado; el teniente coronel, José Antonio Mejía, y el capitán de caballería del 2º. Regimiento Manuel Benito Quijano. 
Ya sitiado por las fuerzas del general José María Calderón, pudo resistir sus embates, no obstante, veía como se le agotaban los recursos, y con el fin de proveerse de ellos. José María Tornel, en su Reseña Histórica, refiere un curioso suceso diciendo en pocas palabras:

“El general Santa Anna meditó y realizó una empresa verdaderamente expuesta y digna de su viveza, que en tantos lances de su carrera le ha acarreado ventajas. Esta fue la de salir sin ser sentido, en el 29, del convento de Santo Domingo hasta el de San Francisco, situado en rumbo opuesto y en la parte de la ciudad que dominaban las fuerzas de Calderón: marchó con un piquete de infantería y un canon, y sirviéndose de doce escalas, que llevó a prevención, saltó las tapias, y posesionado del edificio, vistió de mortajas a los soldados para que se creyera que eran religiosos del convento, e hizo llamar a misa, por ser día festivo, lo que trajo a mucha gente y a varios de los principales vecinos. Cuentan que el mismo general Calderón estuvo a riesgo de que le hubiera sido funesto el ir allí a cumplir con el precepto de la Iglesia, y el coronel Pablo María Mauleaa y algunos oficiales llegaron desarmados a muy corta distancia de la iglesia, y hubieran caído en poder del general Santa Anna si alguno no les advirtiera que eran extrañas y desconocidas las caras de los frailes improvisados. Congregados ya los devotos, mandó cerrar las puertas, y exigió a los ricos una contribución que, sobrecogidos, pagaron muy pronto, y además recogió la limosna que para los Santos Lugares de Jerusalén mantenía en deposito el reverendo padre guardián del convento. Permaneció en él hasta la noche, y se retiró sin ser molestado, y después de prevenir de que no se abrieran las puertas hasta que no se solemnizara con un repique su regreso a Santo Domingo.”

El asedio de Oaxaca continuó sin notarse gran vigor por parte de los sitiados y sitiadores. Quien había tenido alguna ventaja fue el general Juan Pablo Anaya, que había logrado ponerse a cubierto de los fuegos de Santo Domingo, pero a tiempo que tal ventaja se obtenía, llegaron noticias de los acontecimientos acaecidas en México y órdenes del general Calderón de entrar en arreglos con el general Santa Anna, conviniendo en que los beligerantes permanecerían en sus posiciones sin hostilizarse, esperando a que las Cámaras expidiesen una ley de amnistía, que no debía de tardar sino muy poco tiempo.
Con tal motivo, Santa Anna aprovechó la oportunidad que se le presentaba de proveerse de víveres y de forrajes, y de poner en contacto a sus oficiales con los de la fuerza enemiga para intentar la seducción, con la cual logró más que con el uso de las armas. 
Entretanto, la desgracia quiso que se tuviese noticia de la resistencia a la que se preparaban en Puebla los generales Muzquiz y Filisola, y Calderón, adherido al movimiento, propuso a Santa Anna que lo siguiera, ponderando la falta de libertad, en que según decía, se encontraba el presidente; por supuesto que el general Santa Anna, comenzando las hostilidades de nuevo, derramándose sangre inútilmente y sin éxito favorable alguno para el general Calderón, que ahora se mostró dócil en sus ataques. 
A pesar de esto, estaba obstinado en conseguir la victoria, gasta que recibió noticias de lo acontecido en Puebla la noche del 24 de diciembre; entonces, y viendo que todo estaba perdido, pidió a Santa Anna entrar en nuevas negociaciones. 
Se resolvió que Santa Anna conservaría el mando en Oaxaca hasta la llegada del coronel Antonio de León, nombrado por el gobierno como comandante general de ese estado; inmediatamente Calderón, con sus fuerzas, dio la vuelta rumbo a Puebla, quedando Santa Anna como vencedor de aquella contienda. Ya en Oaxaca, el coronel León, y Santa Anna, acompañado únicamente del capitán Benito Quijano, que le servía de secretario, marchó hacia Tehuacán y luego a Jalapa, donde reasumió la gubernatura del estado de Veracruz.